# Ixora tsangii
Ixora tsangii är en måreväxtart som beskrevs av Elmer Drew Merrill och Hui Lin Li. Ixora tsangii ingår i släktet Ixora och familjen måreväxter. Inga underarter finns listade i Catalogue of Life.